# 高知県道245号土佐大津停車場線
高知県道245号土佐大津停車場線（こうちけんどう245ごう とさおおつていしゃじょうせん）は、高知県高知市を通る一般県道である。

## 概要
全線大津地区を通る。JR四国土讃線土佐大津駅から西に高知県道252号八幡大津線に、高知県道374号高知南国線に並行して通る短距離路線である。ほとんどが両面1車線のような道で、県道の看板やそれを示すものは一切ない。
高知県道252号八幡大津線から当県道との交差点には、南側に高知県道252号八幡大津線と高知県道374号高知南国線の交差点がすぐあり、また北側には土讃線の踏切がある。また高知県道374号高知南国線から当県道に行くにも道が狭い。

### 路線データ
- 起点：高知市大津（JR四国土讃線土佐大津駅前）
- 終点：高知市大津（高知県道252号八幡大津線交点）

## 地理

### 通過する自治体
- 高知県
  - 高知市

### 交差する道路
| 交差する道路            | 交差する場所 | 交差する場所 |
| ----------------------- | ------------ | ------------ |
| 高知県道252号八幡大津線 | 大津         | 終点         |

### 沿線
- JR四国土讃線土佐大津駅